# Gočovo

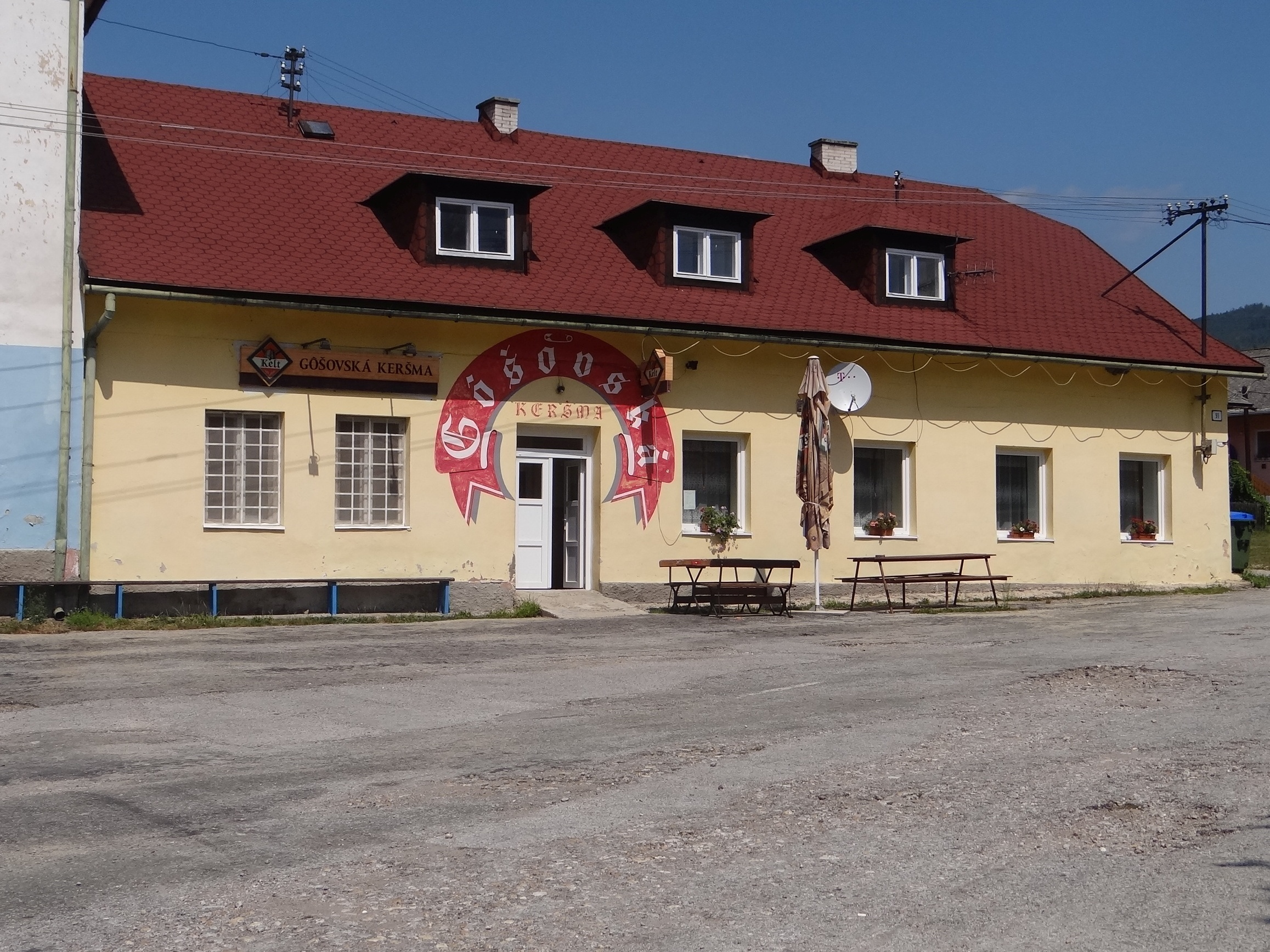

Gočovo – wieś (obec) na Słowacji położona w kraju koszyckim, w powiecie Rożniawa. Pierwsze wzmianki o miejscowości pochodzą z roku 1247. 

## Położenie
Wieś leży nad rzeką Slaná, na terenie historycznego Gemeru, w obrębie dwóch mezorogionów Rudaw Słowackich; po lewej stronie rzeki Slaná są to Volovské vrchy, po prawej Pogórze Rewuckie (Revucká vrchovina). 

## Opis miejscowości
Według danych z dnia 31 grudnia 2012, wieś zamieszkiwało 389 osób, w tym 201 kobiet i 188 mężczyzn.
W 2001 roku rozkład populacji względem narodowości i przynależności etnicznej wyglądał następująco:
- Słowacy – 99,02%
- Czesi – 0,24%
- Polacy – 0,24%
- Węgrzy – 0,49%

Ze względu na wyznawaną religię struktura mieszkańców kształtowała się w 2001 roku następująco:
- Katolicy rzymscy – 7,32%
- Grekokatolicy – 0,49%
- Ewangelicy – 75,12%
- Prawosławni – 0,24%
- Ateiści – 16,34%
- Nie podano – 0,24%